# Elefantenlaus
Die Elefantenlaus (Haematomyzus elephantis aus griechisch αἷμα (haima) = „Blut“ und μύζω (myzo) = „ich sauge“) ist ein blutsaugender Ektoparasit auf Elefanten. Wirtsarten sind sowohl der Asiatische Elefant als auch der Afrikanische Elefant, die beide zu verschiedenen Gattungen gehören.

## Merkmale
Elefantenläuse gehören zur Ordnung der Tierläuse und werden etwa 2 bis 2,5 mm groß. Der Körper der bräunlich gefärbten Tiere ist dorsoventral abgeplattet. Sie besitzen sehr lange Beine. Diese tragen an den Mittel- und Hinterbeinen zwei, an den Vorderbeinen eine Kralle, die zum Laufen adaptiert sind und nicht die besondere Klammerfunktion wie bei den echten Tierläusen aufweisen. Die rückenseitigen Schilde (Tergite) der drei Thoraxsegmente sind ohne Spur von Nähten zu einer einheitlichen Platte verschmolzen. Der Kopf ist in charakteristischer Weise in einen Rüssel ausgezogen, der aus dem Clypeus, den Genae und dem Postmentum gebildet wird; der Rüssel erreicht etwa Kopflänge. An der Spitze des Rüssels sitzen zwei kleine, außen stark bezahnte Kiefer (Mandibeln). Die übrigen Mundwerkzeuge sind stilettförmig umgebildet und dienen als Stechborsten, sie sind in Ruhelage in die Kopfkapsel zurückgezogen. Am Kopf sitzen außerdem zwei recht kurze fünfgliedrige Antennen. Der Kopf ist etwas eingezogen („halsförmig“) mit dem Rumpf verbunden, aber diesem gegenüber nicht beweglich.
Beim Stechakt gräbt sich das Tier mit den synchron arbeitenden Mandibeln in die Haut ein, wobei die Zähne als Widerlager dienen. Mit den Stechborsten wird anschließend ein Blutgefäß angestochen. Der innen hohle Rüssel dient als Saugrohr, mit dem Blut durch eine in der Kopfkapsel liegende Pumpe (aus dem Cibarium) angesaugt wird. Das Tier verankert sich mit dem Rüssel in der Haut, es hält sich nicht mit den Beinen fest.

## Lebensweise und Lebenszyklus
Die Elefantenlaus ist ein obligatorisch auf Elefanten lebender Parasit, der sich monophag vom Blut seines Wirts ernährt (eigentlich oligophag, da die rezenten Elefanten zu zwei Gattungen gehören). Alle Entwicklungsstadien leben auf dem Wirt. Die Eier werden, wie für Läuse typisch, als „Nissen“ an Haare angeklebt, sie sitzen bei der Art auf einem kleinen Stielchen. Die ausschlüpfenden Larven ähneln sowohl im Körperbau wie in der Lebensweise den Adulttieren. Neuinfektion findet ausschließlich bei Körperkontakt der Wirte statt, angeblich sollen vom Wirt getrennte Tiere bereits nach etwa drei Stunden verhungern. Zur Ernährung sind die Tiere auf in ihrem Darm lebende endosymbiontische Enterobakterien angewiesen, die der Gattung Arsenophonus angehören. Die Bakterien sitzen innerhalb spezialisierter Zellen am Darm und werden über die Eier an die Nachkommen weitergegeben.
Elefantenläuse sind getrenntgeschlechtlich. Auch die Kopula erfolgt auf dem Wirt, wobei das Männchen unter dem Weibchen sitzt.
Die Läuse können auf allen Hautpartien des Wirtes angetroffen werden, bevorzugen aber den Kopf, besonders die Öffnung des äußeren Ohres. Auf ihrem Wirt sind sie in der Regel in relativ geringer Dichte vorhanden, wobei sie auf Asiatischen Elefanten häufiger sein sollen als auf Afrikanischen. Sie werden in allen natürlichen Verbreitungsgebieten der verschiedenen Elefantenarten gefunden und kommen auch regelmäßig auf in Zoos gehaltenen Tieren vor.

## Systematik
Die Art ist eine von drei Arten der Gattung (die anderen sind Haematomyzus hopkinsi auf dem Warzenschwein und Haematomyzus porci auf dem Buschschwein). Haematomyzus ist die einzige Gattung der Familie Haematomyzidae, die die einzige Familie der Unterordnung Rhynchophthirina bildet. Die Tiere sind also stammesgeschichtlich sehr isoliert. In früheren Zeiten war ihre Stellung im System daher sehr umstritten, zeitweise wurde für sie sogar eine eigene Ordnung vorgeschlagen. Nach neueren morphologischen und molekularbiologischen Studien bilden die Rhynchophthirina vermutlich die Schwestergruppe der übrigen Kieferläuse.

## Sonstiges
Elefantenläuse und Elefanten (im Prinzip alle Rüsselläuse und alle ihre Wirte) besitzen einen Rüssel. Diese Koinzidenz ist vielfach aufgefallen und hat zu einigen spöttischen Bemerkungen über das Wirken der Evolution Anlass gegeben.

## Belege
1. ↑  Eva Nováková, Václav Hypša, Nancy A Moran (2009): Arsenophonus, an emerging clade of intracellular symbionts with a broad host distribution. BMC Microbiology 9: 143 doi:10.1186/1471-2180-9-143 (open access)
2. ↑  C. H. C. Lyal (2008): Phylogeny and classification of the Psocodea, with particular reference to the lice (Psocodea: Phthiraptera). Systematic Entomology 10: 145–165. doi:10.1111/j.1365-3113.1985.tb00525.x
3. ↑  Stephen C. Barker, Michael Whiting, Kevin P. Johnson, Anna Murrell (2003): Phylogeny of the lice (Insecta, Phthiraptera) inferred from small subunit rRNA. Zoologica Scripta 32: 407–414. doi:10.1046/j.1463-6409.2003.00120.x